# Catenicella triangulifera
Catenicella triangulifera is een mosdiertjessoort uit de familie van de Catenicellidae. De wetenschappelijke naam van de soort is voor het eerst geldig gepubliceerd in 1957 door Harmer.